# Leonardo Cuéllar
Leonardo Cuéllar Rivera (14 de gener de 1954) és un exfutbolista mexicà i entrenador.

## Selecció de Mèxic
Va formar part de l'equip mexicà a la Copa del Món de 1978.